# Talk (альбом Yes)
Talk — четырнадцатый студийный альбом прогрессивной рок-группы Yes, выпущенный в 1994 году. Последний альбом «Yes» с Тревором Рэбином и Тони Кэем. Talk (Victory Records 828 489-2) достиг 20 места в Великобритании и 33 места в США.

## Об альбоме
После мирового турне в поддержку альбома Union состав Yes из восьми членов группы был слишком большим. Но вскоре группу покинули Билл Бруфорд, Рик Уэйкман и Стив Хау. Состав группы приобрёл вариант 1983—1988 годов: Джон Андерсон, Крис Сквайp, Тревор Рэбин, Тони Кэй и Алан Уайт.
Во время записи альбома Тревор Рэбин занимал лидирующую позицию в группе. Он стремился сделать звучание альбома более гитарным. Будучи лидером группы, Рэбин написал все песни альбома вместе с Джоном Андерсоном, а Крис Сквайр поучаствовал в создании только двух композиций, вследствие чего альбом Talk получился более «рэбиновский» по своему звучанию.
Иллюстрация к альбому была выполнена художником Питером Максом в стиле поп-арт.
Выпущенный в марте 1994, альбом был принят критикой двойственно. Также Talk стал первым альбомом, не достигшим статуса «золотого»[уточнить].
Talk был ремастирован и повторно выпущен в 2002 году с бонусной композицией «The Calling».

## Список композиций
Все песни написаны Джоном Андерсоном и Тревором Рэбином, если не указано иное в скобках.
1. The Calling (Джон Андерсон/Тревор Рэбин/Крис Сквайр) — 6:56
2. I Am Waiting — 7:25
3. Real Love (Джон Андерсон/Тревор Рэбин/Крис Сквайр) — 8:49
4. State of Play — 5:00
5. Walls (Джон Андерсон/Тревор Рэбин/Роджер Ходсон) — 4:57
6. Where Will You Be — 6:09
7. Endless Dream: I. Silent Spring — 1:55
8. Endless Dream: II. Talk — 11:55
9. Endless Dream: III. Endless Dream' — 1:53

Бонус-трек специального издания 2002
1. The Calling (Специальная версия) — 8:08

## Участники записи
- Джон Андерсон — ведущий вокал
- Крис Сквайр — бас-гитары, вокал
- Тревор Рэбин — электрогитары, вокал
- Тони Кэй — Орган Хаммонда
- Алан Уайт — барабаны, перкуссия